# Panajótisz Tahcídisz
Panajótisz Tahcídisz, görögül: Παναγιώτης Ταχτσίδης (Návplio, 1991. február 15. –) válogatott görög labdarúgó, 2023 óta a CFR Cluj játékosa. Posztját tekintve védekező középpályás.

## Pályafutása

### Klubcsapatban
2007 és 2010 között az AÉK labdarúgója volt, ahol 2009-ben görögkupa-döntős volt a csapattal.
2010 és 2021 között a pályafutása jelentős részét Olaszországban töltötte, de szinte évente új csapatban játszott és többször is kölcsönjátékos volt egy másik klubban. 2010 és 2012 között a Genoa játékosa volt, de bajnoki mérkőzésen sohasem szerepelt a csapatban. 2010–11-ben az AC Cesena, 2011-ben az US Grosseto, 2011–12-ben a Hellas Verona együttesében volt kölcsönjátékos. 2012–13-ban az AS Roma, 2013–14-ben a Catania játékosa volt, de közben 2014-ben kölcsönben a Torino csapatában szerepelt.
2014 és 2016 között ismét a Genoa labdarúgója volt. 2014–15-ben kölcsönben újra a Hellas Verona csapatában szerepelt. 2016–17-ben a Torino játékosa lett, de kölcsönben a Cagliariban játszott.
A 2017–18-as szezonban visszatért Görögországba, és az Olimbiakósz játékosa lett. 2018–19-ben az angol Nottingham Forest szerződtette, de 2019 januárjában kölcsön adta az olasz US Lecce csapatának, ahova nyáron le is szerződött és 2021-ig az olasz csapat játékosa maradt.
2021–22-ben a szaúdi el-Fajhá labdarúgója volt. 2022 óta az egyesült arab emírségekbeli Khor Fakkan játékosa. 2023. július 1-jén a román CFR Cluj szerződtette.

### A válogatottban
2012 és 2018 között 25 alkalommal szerepelt a görög válogatottban és egy gólt szerzett. Tagja volt a 2014-es brazíliai világbajnokságon részt vevő csapatnak. Egyetlen válogatottbeli gólját 2015. október 11-én szerezte a Magyarország elleni Eb-selejtező-mérkőzésen Pireuszban, ahol 4–3-as görög győzelem született.

## Sikerei, díjai
AÉK
- Görög kupa
  - döntős: 2009